# Белоглазов, Дмитрий Александрович
Дми́трий Алекса́ндрович Белогла́зов (род. 18 февраля 1968, Краснодар) — российский предприниматель, промышленник, менеджер, инвестор. Основатель и президент международной группы компаний «Erich Krause», создатель и владелец «самого узнаваемого», «самого популярного» в России на рынке канцелярских и офисных товаров бренда — «Erich Krause».

## Биография
Дмитрий Александрович Белоглазов родился 18 февраля 1968 года в Краснодаре (СССР).
В 1985 году поступил в МГУ, на физический факультет.
В 1986—1988 годы, в период снятия со студентов отсрочки от воинской повинности — служба в рядах Вооружённых сил СССР: ВВС (Средняя Азия).
В 1993 году с отличием окончил физический факультет МГУ.
В 1994 году основал и возглавил компанию «Офис премьер», развившуюся в международную группу компаний «Erich Krause».
Первоначально Дмитрий Белоглазов занимался оптовыми поставками канцелярских и офисных товаров из стран Юго-Восточной Азии, но постепенно сам начал выпускать продукцию.
Во второй половине 1990-х годов первым среди российских предпринимателей придумал маркетинговый ход, запустив производство канцелярских товаров «немецкого происхождения» под специально созданным названием — «Erich Krause». Возникновение этой идеи было обусловлено расхожим мнением, что немецкие канцелярские товары отличаются особой надёжностью.
Дмитрий Белоглазов «доморощенным брендом Erich Krause совершил на российском канцелярском рынке настоящий прорыв», объединив офисную мелочёвку под одной маркой. Он стал «первым среди находчивых российских предпринимателей», кто сделал себе состояние на лейбле «Made in Germany».
Руководствуясь примером Дмитрия Белоглазова, в 2000-е годы в России появились сети других российских компаний с немецкими названиями.

## Санкции
14 мая 2024 года Белоглазов был включён в блокирующий санкционный список США; обоснованием включения Белоглазова в список по заявлению Минфина США стала деятельность Белоглазова в сфере финансовых услуг в России, а именно утверждение, что с июня 2023 года по начало 2024 года Белоглазов содействовал бизнесмену Олегу Дерипаске в осуществлении сделки, в рамках которой АО «Илиадис», дочернее общество принадлежащей Белоглазову российской фирмы по оказанию финансовых услуг ООО «Титул», приобрело акции подконтрольного Дерипаске МКАО «Распериа Трейдинг Лимитед», которому принадлежат акции в европейской компании, замороженные вследствие включения Дерипаски в санкционные списки. 28 июня 2024 года Белоглазов включён в санкционный список стран Евросоюза по аналогичному основанию.